# 庫利科羅
庫利科羅（Koulikoro）是馬利的城市，為庫利科羅區的首府，於尼日河河畔，距首都巴馬科59公里。城市行政區面積約228平方公里。
庫利科羅為達卡-尼日鐵路的終點站。於8月及11月間，雨季結束後，可由尼日河與塞古、莫普提、廷巴克圖及加奧等地通航:127-129。

## 經濟
庫利科羅的主要產業為食品工業，以花生和棉籽油製造最為發達。在附近地區種植花生、高粱、芒果、小米、棉花等作物。

## 姐妹城市
- 法國 克蒂尼
- 德国 布斯

## 相關圖片

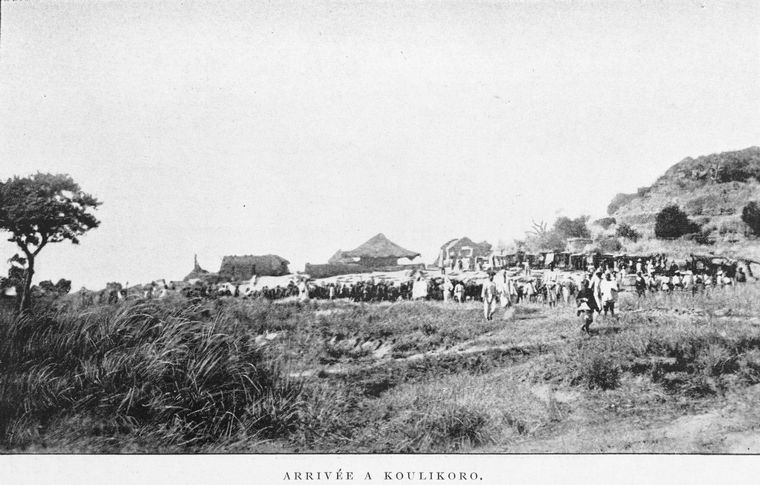
Hourst代表團抵達庫利科羅
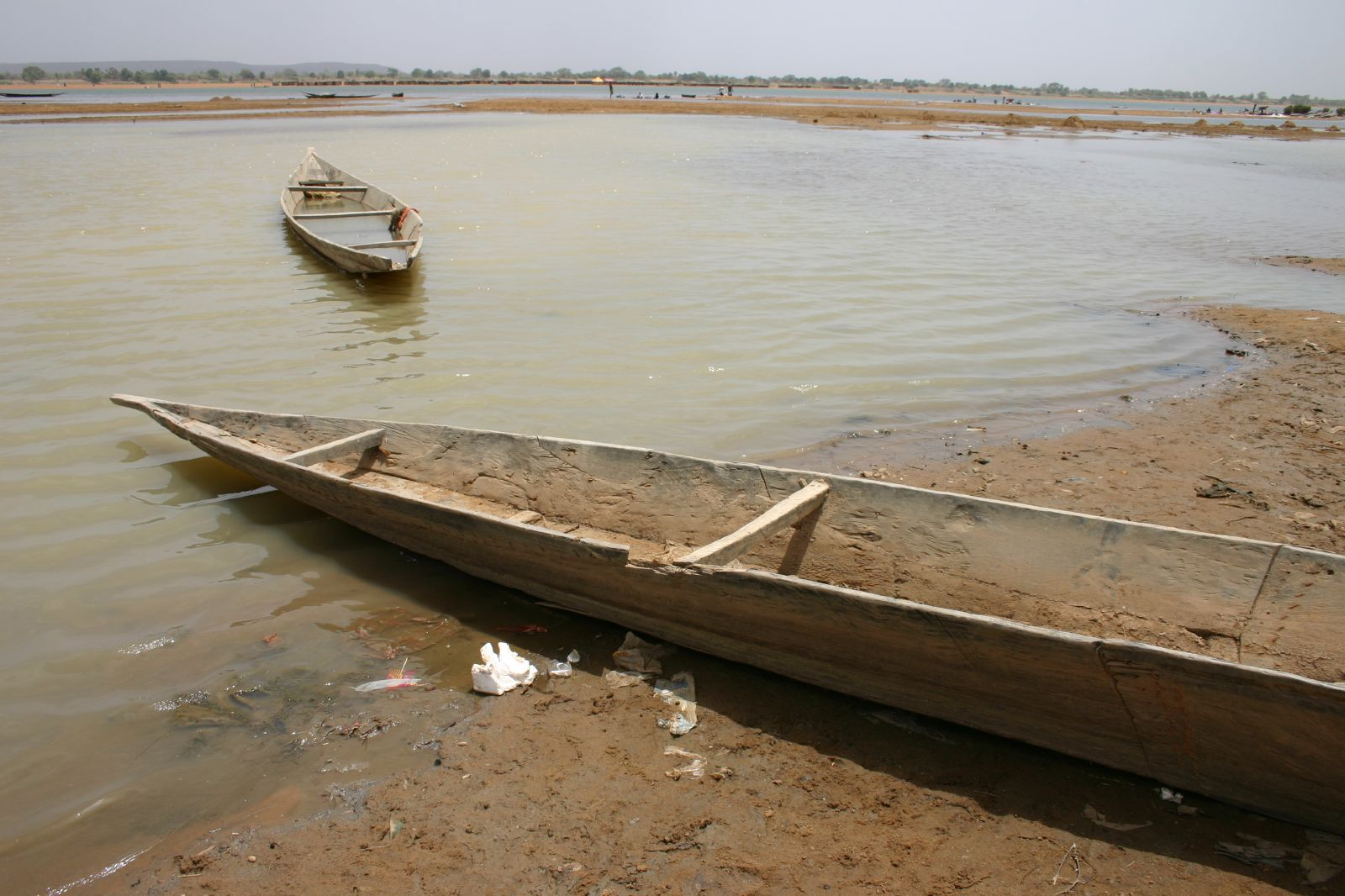
於庫利科羅附近拍攝的尼日河景色
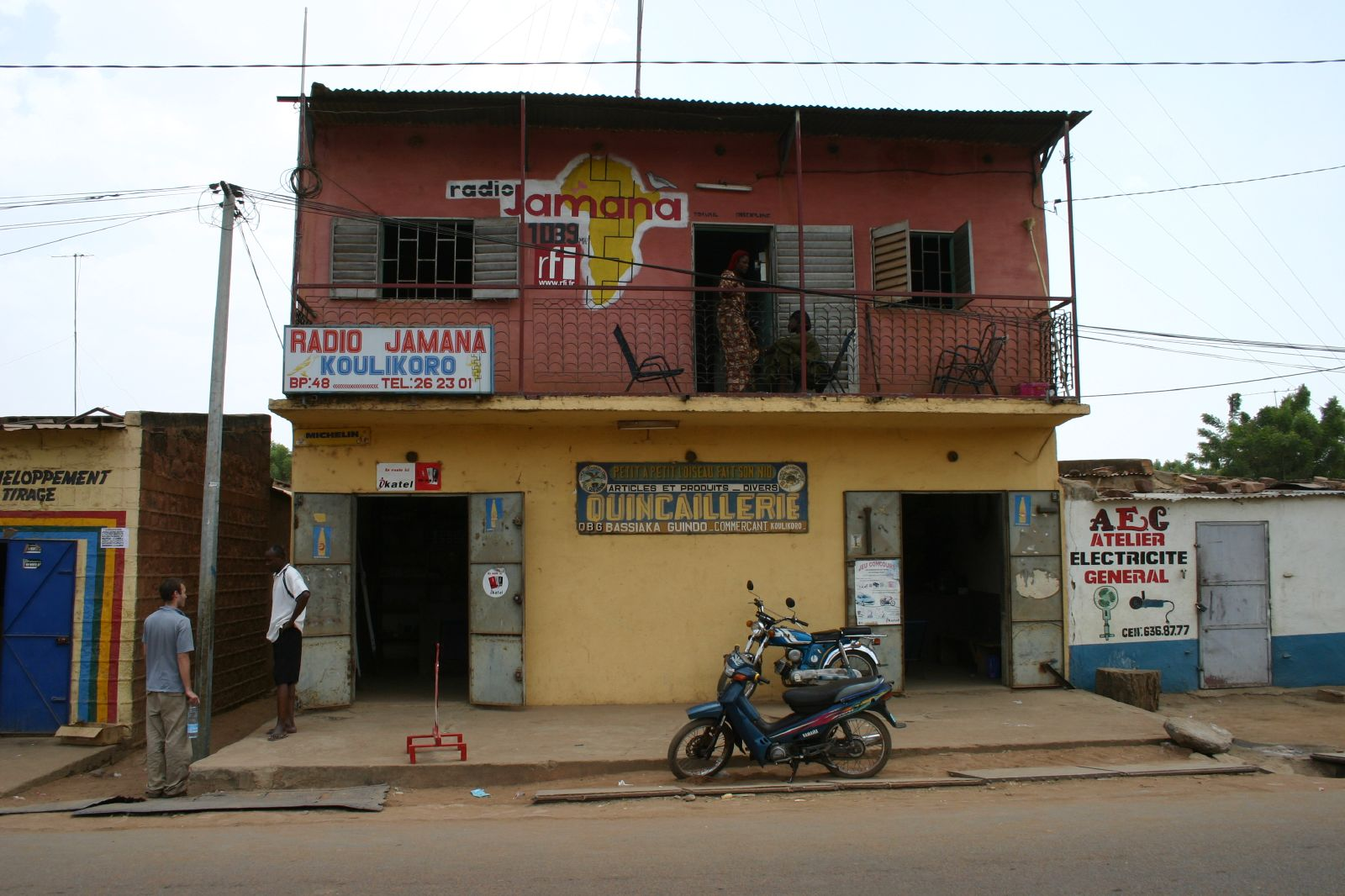
當地一個名為Jamana的電台